# Списак марксистичких економиста
Ово је азбучни списак значајних марксистичких економиста, стручњака друштвене науке економије који су пратили и/или развијали марксистичку економску теорију. На списак су укључени и неки економски социолози који су писали из марксистичке перспективе.

## Списак марксистичких економиста
| Име                  | Место рођења                         | Место смрти                       | Националност               | Живот     |
| -------------------- | ------------------------------------ | --------------------------------- | -------------------------- | --------- |
| Мишел Аглијета       | Шамбери, Француска                   | —                                 | Француска                  | 1938—     |
| Џек Амарилио         | САД                                  | —                                 | Сједињене Државе           | 1951—     |
| Самир Амин           | Каиро, Египат                        | Париз, Француска                  | Египат / Француска         | 1931—2018 |
| Ђовани Ариги         | Милано, Италија                      | Балтимор, САД                     | Италија                    | 1937—2009 |
| Ханс-Георг Бакхаус   | Немачка                              | —                                 | Њемачка                    | 1929—     |
| Пол Баран            | Николајев, Руско царство             | Пало Алто, САД                    | Сједињене Државе           | 1909—1964 |
| Шарл Бетелајм        | Париз, Француска                     | Париз, Француска                  | Француска                  | 1903—2006 |
| Томас Ботомор        | УК                                   | Сасекс, УК                        | Уједињено Краљевство       | 1920—1992 |
| Самјуел Боулс        | Њу Хејвен, САД                       | —                                 | Сједињене Државе           | 1939—     |
| Мартин Бронфенбренер | Питсбург, САД                        | Дарам, САД                        | Сједињене Државе           | 1914—1997 |
| Николај Бухарин      | Москва, Руско царство                | Комунарка, Совјетски Савез        | Совјетски Савез            | 1888—1938 |
| Имануел Валерштајн   | Њујорк, САД                          | Бранфорд, САД                     | Сједињене Државе           | 1930—2019 |
| Јанис Варуфакис      | Атина, Грчка                         | —                                 | Грчка                      | 1961—     |
| Ричард Волф          | Јангстаун, САД                       | —                                 | Сједињене Државе           | 1942—     |
| Херберт Гинтис       | Филаделфија, САД                     | —                                 | Сједињене Државе           | 1940—     |
| Ендру Глин           | Тетсворт, УК                         | Оксфорд, УК                       | Уједињено Краљевство       | 1943—2007 |
| Дејвид Гордон        | Вашингтон, САД                       | САД                               | Сједињене Државе           | 1944—1996 |
| Жерар Дименил        |                                      | —                                 | Француска                  | 1942—     |
| Морис Доб            | Лондон, УК                           | непознато                         | Уједињено Краљевство       | 1900—1976 |
| Јон Елстер           | Осло, Норвешка                       | —                                 | Норвешка                   | 1940—     |
| Аргири Емануел       | Патрас, Грчка                        | Париз, Француска                  | Грчка / Француска          | 1911—2001 |
| Макото Итох          | Токио, Јапан                         | —                                 | Јапан                      | 1936—     |
| Лејф Јохансен        | Ејдсвол, Норвешка                    | Норвешка                          | Норвешка                   | 1930—1982 |
| Михал Калецки        | Лођ, Конгресна Пољска                | Варшава, Народна Република Пољска | Пољска                     | 1899—1970 |
| Леонид Канторович    | Санкт Петербург, Руско царство       | Москва, Совјетски Савез           | Совјетски Савез            | 1912—1986 |
| Едвард Кардељ        | Љубљана, Аустроугарска               | Љубљана, СФР Југославија          | Југославија                | 1910—1979 |
| Карл Кауцки          | Праг, Аустријско Царство             | Амстердам, Холандија              | Чешка / Аустрија           | 1854—1938 |
| Џон Керакер          | Данди, УК                            | САД                               | Сједињене Државе           | 1880—1958 |
| Ендру Климан         | САД                                  | —                                 | Сједињене Државе           | 1955—     |
| Пол Кокшот           | Единбург, УК                         | —                                 | Уједињено Краљевство       | 1952—     |
| Оскар Ланге          | Томашов Мазовјецки, Конгресна Пољска | Лондон, УК                        | Пољска                     | 1904—1965 |
| Адолф Леве           | Штутгарт, Немачка                    | Волфенбител, Немачка              | Њемачка                    | 1893—1995 |
| Дејвид Лејбман       | САД                                  | —                                 | Сједињене Државе           | 1942—     |
| Владимир Лењин       | Симбирск, Руско царство              | Горки, Совјетски Савез            | Совјетски Савез            | 1870—1924 |
| Алан Липијец         | Шарантон ле Пон, Француска           | —                                 | Француска                  | 1947—     |
| Роза Луксембург      | Замошћ, Руско царство                | Берлин, Немачка                   | Пољска                     | 1871—1919 |
| Хари Магдоф          | Бронкс, САД                          | Берлингтон, САД                   | Сједињене Државе           | 1913—2006 |
| Џон Маклин           | Полокшоз, УК                         | Глазгов, УК                       | Уједињено Краљевство       | 1879—1923 |
| Ернест Мандел        | Франкфурт, Немачка                   | Брисел, Белгија                   | Њемачка                    | 1923—1995 |
| Роналд Мик           | Велингтон, Нови Зеланд               | УК                                | Нови Зеланд                | 1917—1978 |
| Мичио Моришима       | Осака, Јапан                         | УК                                | Јапан                      | 1923—2004 |
| Сјуе Мућао           | Вуси, Кина                           | Пекинг, Кина                      | Кина                       | 1904—2005 |
| Нобуо Окишио         | Хјого-ку, Јапан                      | Јапан                             | Јапан                      | 1927—2003 |
| Прабат Патнаик       | Џатни, Индија                        | —                                 | Индија                     | 1945—     |
| Мајкл Пиори          | САД                                  | —                                 | Сједињене Државе           | 1940—     |
| Раул Пребиш          | Сан Мигел де Тукуман, Аргентина      | Сантијаго, Чиле                   | Аргентина                  | 1901—1986 |
| Хелмут Рајхелт       | Борос, Шведска                       | —                                 | Њемачка                    | 1939—     |
| Стивен Резник        | САД                                  | САД                               | Сједињене Државе           | 1938—2013 |
| Џон Ромер            | Вашингтон, САД                       | —                                 | Сједињене Државе           | 1945—     |
| Роберт Роторн        | Њупорт, УК                           | —                                 | Уједињено Краљевство       | 1939—     |
| Исак Илич Рубин      | Динабург, Летонија                   | Актобе, Казахстан                 | Летонија                   | 1886—1937 |
| Алфредо Сађ-Фиљо     | Бразил                               | —                                 | Бразил                     | 1964—     |
| Пол Свизи            | Њујорк, САД                          | САД                               | Сједињене Државе           | 1910—2004 |
| Томас Секин          | Јапан                                | —                                 | Јапан                      | 1933—     |
| Пјеро Срафа          | Торино, Италија                      | Cambridge, УК                     | Италија                    | 1898—1983 |
| Станислав Струмилин  | Дашковци, Руско царство              | Москва, Совјетски Савез           | Совјетски Савез            | 1877—1974 |
| Козо Уно             | Курашики, Јапан                      | Кугенума, Јапан                   | Јапан                      | 1897—1977 |
| Бен Фајн             | УК                                   | —                                 | Уједињено Краљевство       | 1948—     |
| Данкан Фоли          | Коламбус, САД                        | —                                 | Сједињене Државе           | 1942—     |
| Џон Белами Фостер    | Сијетл, САД                          | —                                 | Сједињене Државе           | 1953—     |
| Андре Гундер Франк   | Берлин, Немачка                      | Луксембург, Луксембург            | Њемачка / Сједињене Државе | 1929—2005 |
| Мајкл Хадсон         | Чикаго, САД                          | —                                 | Сједињене Државе           | 1939—     |
| Дејвид Харви         | Џилингам, УК                         | —                                 | Уједињено Краљевство       | 1935—     |
| Рудолф Хилфердинг    | Беч, Аустрија                        | Париз, Француска                  | Аустрија                   | 1887—1941 |
| Шигето Цуру          | Нагоја, Јапан                        | Јапан                             | Јапан                      | 1912—2006 |
| Анвар Шејк           | Карачи, Британска Индија             | —                                 | Сједињене Државе           | 1945—     |
| Јозеф Штајндл        | Беч, Аустроугарска                   | Беч, Аустрија                     | Аустрија                   | 1912—1993 |